# Lily passion
Albums de Barbara
Pantin 1981
(1981) Châtelet 87
(1987)
Albums de Barbara
Barbara
(1996)
Lily passion, est un double album enregistré en public en 1986,  de la chanteuse Barbara. Il s'agit de la captation du spectacle musical qu'elle crée sur la scène du Zénith de Paris, en janvier 1986, avec comme partenaire l'acteur Gérard Depardieu.
Lily passion est également un album studio posthume sorti le 6 octobre 2017, regroupant onze titres enregistrés en studio par Barbara, en octobre 1985, restés alors inédits.

## Genèse
Nota : Source pour l'ensemble des sections (sauf indications contraires) :
Barbara, dès 1982, travaille à l'écriture de Lily passion. Un travail laborieux autant que douloureux qui parfois la fait douter quant à l'aboutissement de son projet de comédie musicale. Le parolier Luc Plamondon lui vient en aide pour l'écriture de plusieurs chansons et son fidèle accompagnateur Roland Romanelli participe à la composition de certaines d'entre elles.
Lily passion est l'histoire de la rencontre entre une chanteuse et un assassin. Lui, chaque soir tue dans les villes où elle chante et signe ses crimes d'une branche de mimosas déposée sur le corps de ses victimes. Barbara est Lily passion, Gérard Depardieu est David l'assassin.
La première du spectacle, mis en scène par Pierre Strosser, a lieu le 21 janvier 1986. Il est joué trente-cinq fois sur la scène du Zénith de Paris, puis, de Rennes à Rome, quarante-cinq fois en tournée.

### 1985, Enregistrements studio (restés inédits)
À l'automne 1985, Barbara et Gérard Depardieu entrent en studio pour enregistrer Lily passion. Mais dès les premières séances, un différend oppose Barbara à Roland Romanelli, son accompagnateur depuis près de vingt ans. Il n’aime pas la direction artistique que prend le projet et le fait savoir à Depardieu qui rapporte le propos à la chanteuse. Le lendemain, après une explication courte mais cinglante, Barbara et Romanelli mettent fin à leur collaboration. Ils ne se reverront plus. 
Parmi les fidèles de la chanteuse, demeure alors à ses côtés, en studio, le pianiste Gérard Daguerre (qui, pour les douze années restantes, devient son principal musicien). Après Romanelli, c'est au tour de William Sheller (orchestrateur en 1973 de l'album La Louve), de « passer la main ».
Malgré toutes ces tensions, l'enregistrement se poursuit, arrive à son terme, mais ne sort pas. Gérard Daguerre soutient que Barbara n’aimait pas le résultat : « Ça ne lui plaisait pas. Plus les jours passaient, plus elle enlevait des couches d’orchestration avant finalement de tout rejeter. »[réf. nécessaire]

### Sortie posthume des enregistrements studios inédits (2017)
Les bandes (que des proches de Barbara pensaient disparues) sont délaissées, oubliées dans les archives d'Universal pendant près de trente ans. Jusqu'à ce qu'en 2012, la firme « numérise toutes les bandes masters » de la chanteuse. Travail fastidieux, qui courant 2013, conduit à la découverte d'une bande cataloguée Barbara master tape 1/85. Lily passion mal étiquetée, qui est ainsi retrouvée. 
La bande contient un grand nombre de pistes, confiées à l'ingénieur du son Laurent Guéneau, en 2014, afin d'être remastérisée. Il en découle une version plus courte que celle enregistrée en public et commercialisée en 1986. L'album propose onze titres, exclusivement interprétés par Barbara. Gérard Depardieu s'étant opposé à la commercialisation du disque, sa voix a été supprimée des enregistrements. 
Le pianiste Gérard Daguerre a également fait savoir qu'il désapprouvait le projet[réf. nécessaire].

## Titres

### Album enregistré en public (1986)
Paroles et musiques Barbara, sauf indications contraires, ou complémentaires.
- Disque 1 :

| 1.  | Berlin                                                        |                        |  |
| 2.  | Il tue                                                        |                        |  |
| 3.  | Cet assassin                                                  |                        |  |
| 4.  | Ô mes théâtres                                                |                        |  |
| 5.  | Lily passion                                                  | Luc Plamondon, Barbara |  |
| 6.  | Bizarre                                                       |                        |  |
| 7.  | Tire-pas (participation de Gérard Depardieu)                  |                        |  |
| 8.  | Je viens (thème du héron) (participation de Gérard Depardieu) |                        |  |
| 9.  | Tango indigo                                                  | Luc Plamondon          |  |
| 10. | David song (interprété par Gérard Depardieu)                  |                        |  |
| 11. | Emmène-moi (participation de Gérard Depardieu)                |                        |  |

- Disque 2 :

| 1. | L’Île aux mimosas (participation de Gérard Depardieu) | Luc Plamondon          |  |
| 2. | Campadile (participation de Gérard Depardieu)         |                        |  |
| 3. | Mémoire, mémoire                                      |                        |  |
| 4. | Qui est qui                                           | Luc Plamondon          |  |
| 5. | Ma plus belle histoire d'amour                        |                        |  |
| 6. | Qui sait (participation de Gérard Depardieu)          |                        |  |
| 7. | L'ile aux mimosas (participation de Gérard Depardieu) | Luc Plamondon          |  |
| 8. | Lily passion                                          | Luc Plamondon, Barbara |  |

### Album posthume (2017)
Paroles et musiques Barbara, sauf indications contraires, ou complémentaires.
Les compositions de Roland Romanelli n'ont pas été retenues, lors du spectacle les titres qu'il a composés furent interprétés sur des compositions de Barbara.
| 1.  | Il tue            | Luc Plamondon - Barbara |                            | 1:17 |
| 2.  | Cet assassin      |                         |                            | 1:08 |
| 3.  | Ô mes théâtres    |                         | Barbara - Roland Romanelli | 0:50 |
| 4.  | Lily Passion      | Luc Plamondon - Barbara |                            | 3:55 |
| 5.  | Bizarre           | Luc Plamondon - Barbara | Barbara - Roland Romanelli | 2:46 |
| 6.  | Tire pas          |                         | Barbara - Roland Romanelli | 3:29 |
| 7.  | Je viens          |                         | Barbara - Roland Romanelli | 3:30 |
| 8.  | Tango indigo      | Luc Plamondon - Barbara |                            | 5:07 |
| 9.  | Emmène-moi        | Luc Plamondon - Barbara |                            | 3:17 |
| 10. | L'île aux mimosas | Luc Plamondon - Barbara |                            | 4:34 |
| 11. | Qui est qui       | Luc Plamondon - Barbara |                            | 3:17 |

## Les musiciens

### Album live
- Gérard Daguerre : piano
- Richard Galliano : accordéon, synthétiseurs
- Patrice Peyriéras : synthétiseurs
- Marc Chantereau : percussions
- Daniel Mille : accordéon

### Album posthume
- Barbara : piano, voix
- Gérard Daguerre : piano, synthétiseur
- Jannick Top : basse
- Richard Galliano : accordéon
- Marc Chantereau : percussions